# Argaios (Makedonien)
Argaios (altgriechisch Ἀργαῖος Argaíos) war der Sohn des Perdikkas und wurde nach diesem König von Makedonien. Er herrschte zum Ende des 7. Jh. v. Chr.
Nach den antiken Königslisten regierte er 38 Jahre; nach Diodor 31. Junianus Justinus berichtet, dass er mit Bedacht herrschte und so die Zuneigung seiner Untertanen gewann. Sein Nachfolger wurde sein Sohn Philipp.